# 32.º Prêmio Jabuti
O 32º Prêmio Jabuti foi realizado em 1990, premiando obras literárias referentes a lançamentos de 1989.

## Prêmios
Os premiados foram:
- Milton Hatoum, Romance
- Diogo Mainardi, Contos/crônicas/novelas
- Manoel de Barros, Poesia
- João Adolfo Hansen, Estudos literários (Ensaios)
- Ana Miranda, Autor revelação - Literatura adulta, com Boca do Inferno
- Paulo César Souza, Tradução de obra literária
- Ruth Rocha, Literatura infantil
- Ilka Brunhilde Laurito, Literatura juvenil
- Olgária Matos, Ciências humanas (exceto Letras)
- Ciça Fittipaldi, Ilustrações
- Nelson B. Peixoto e João M. Sales, melhor produção editorial - obra avulsa)
- Ziraldo, Melhor produção editorial - infantil/juvenil
- Ettore Bottini, Capista